# Rußdorf (Limbach-Oberfrohna)
Rußdorf ist ein Ortsteil der Großen Kreisstadt Limbach-Oberfrohna im Landkreis Zwickau, Sachsen. Bis 1928 gehörte der Ort als Exklave zu Thüringen und kam erst durch einen Gebietsaustausch zu Sachsen. Am 31. März 1935 wurde Rußdorf nach Oberfrohna eingemeindet, das sich am 1. Juli 1950 mit Limbach zur Stadt Limbach-Oberfrohna vereinigte.

## Geografie

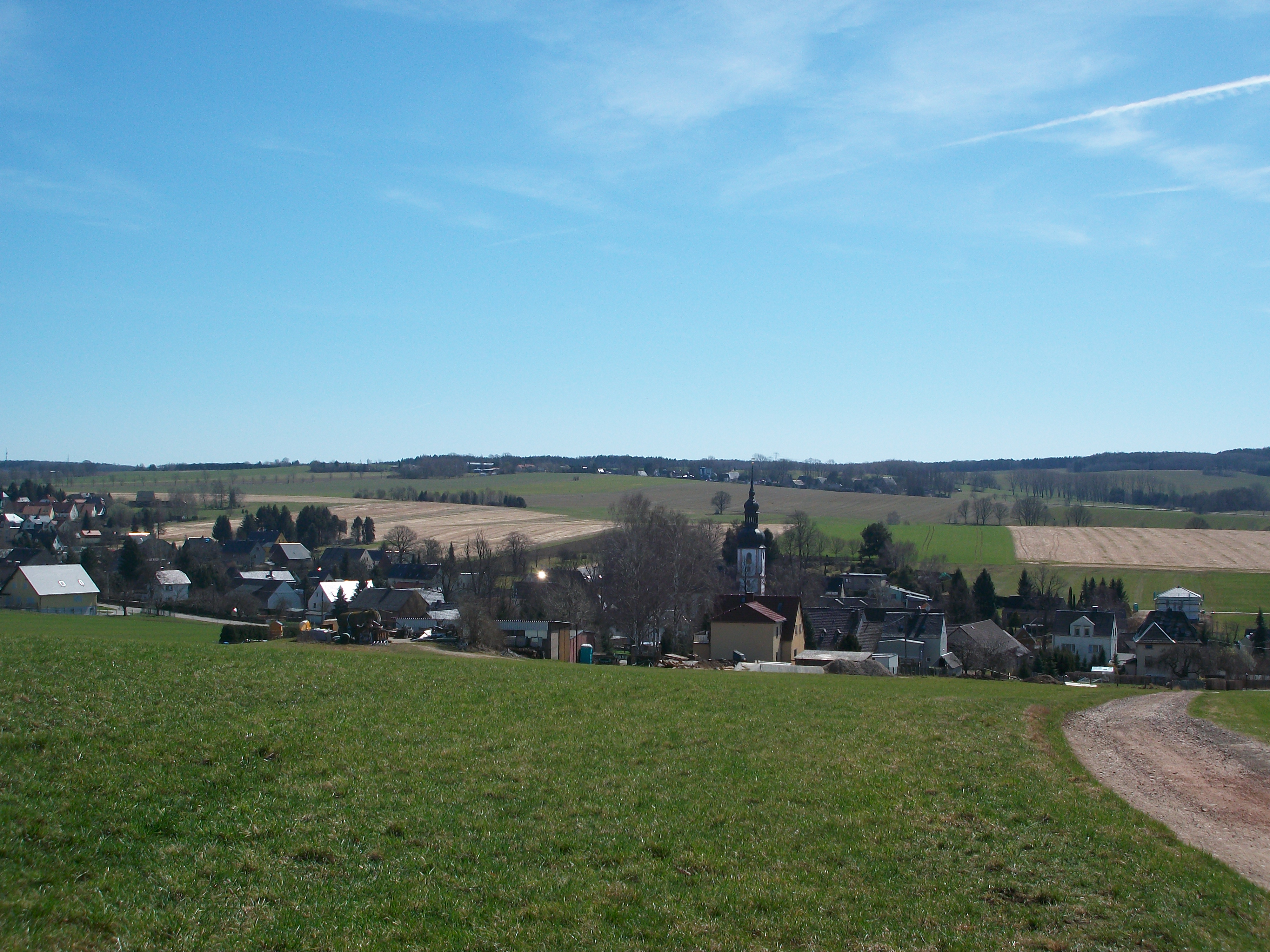
Blick auf Rußdorf vom Aussichtspunkt Heimatblick

### Geografische Lage
Das Waldhufendorf Rußdorf schließt sich westlich an Oberfrohna an.

### Nachbarorte
|                 | Bräunsdorf                                  | Oberfrohna |
| Langenchursdorf | Kompassrose, die auf Nachbargemeinden zeigt | Limbach    |
| Falken          | Meinsdorf                                   | Pleißa     |

## Geschichte

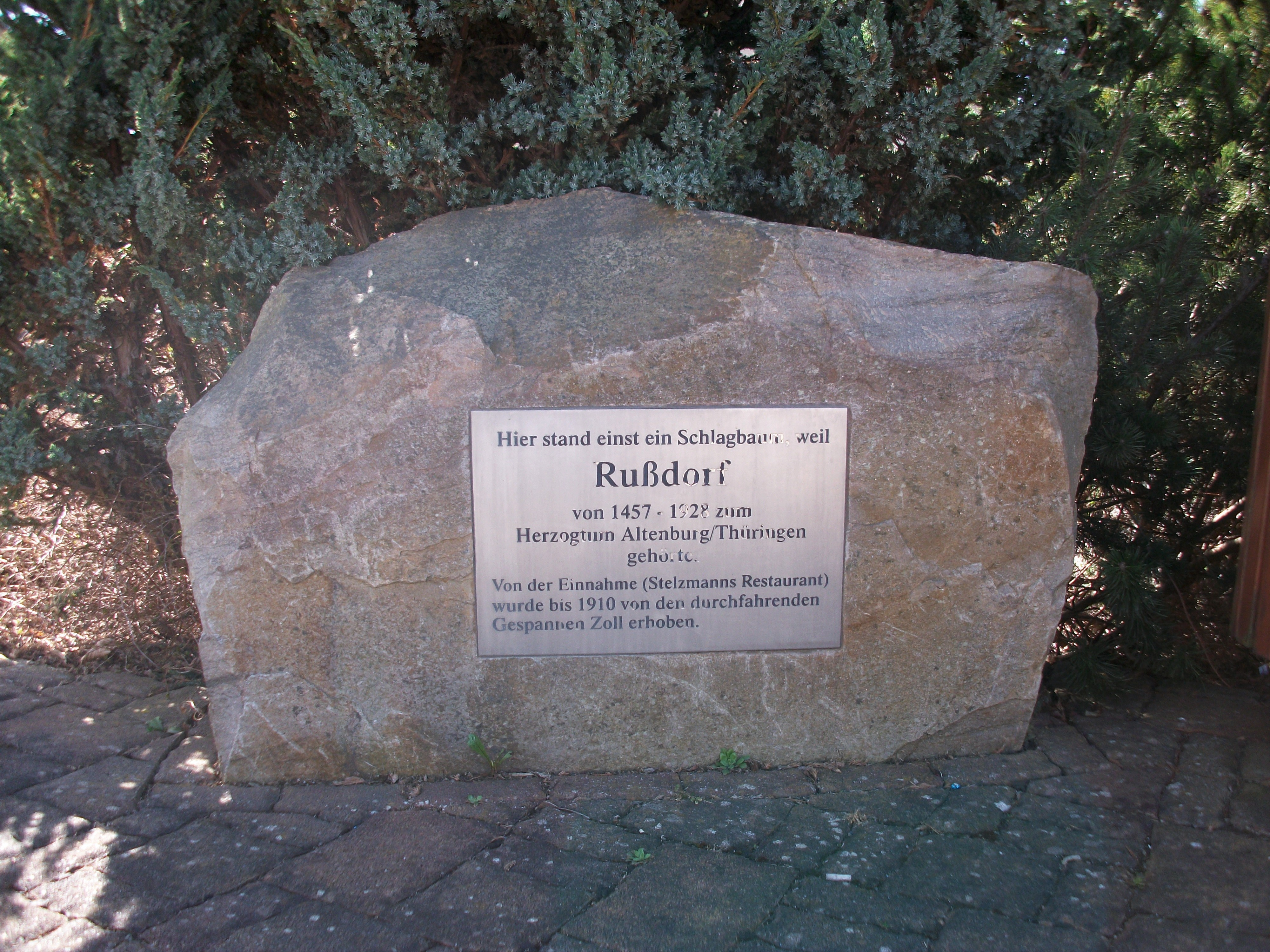
Gedenkstein der altenburgischen Exklave Rußdorf

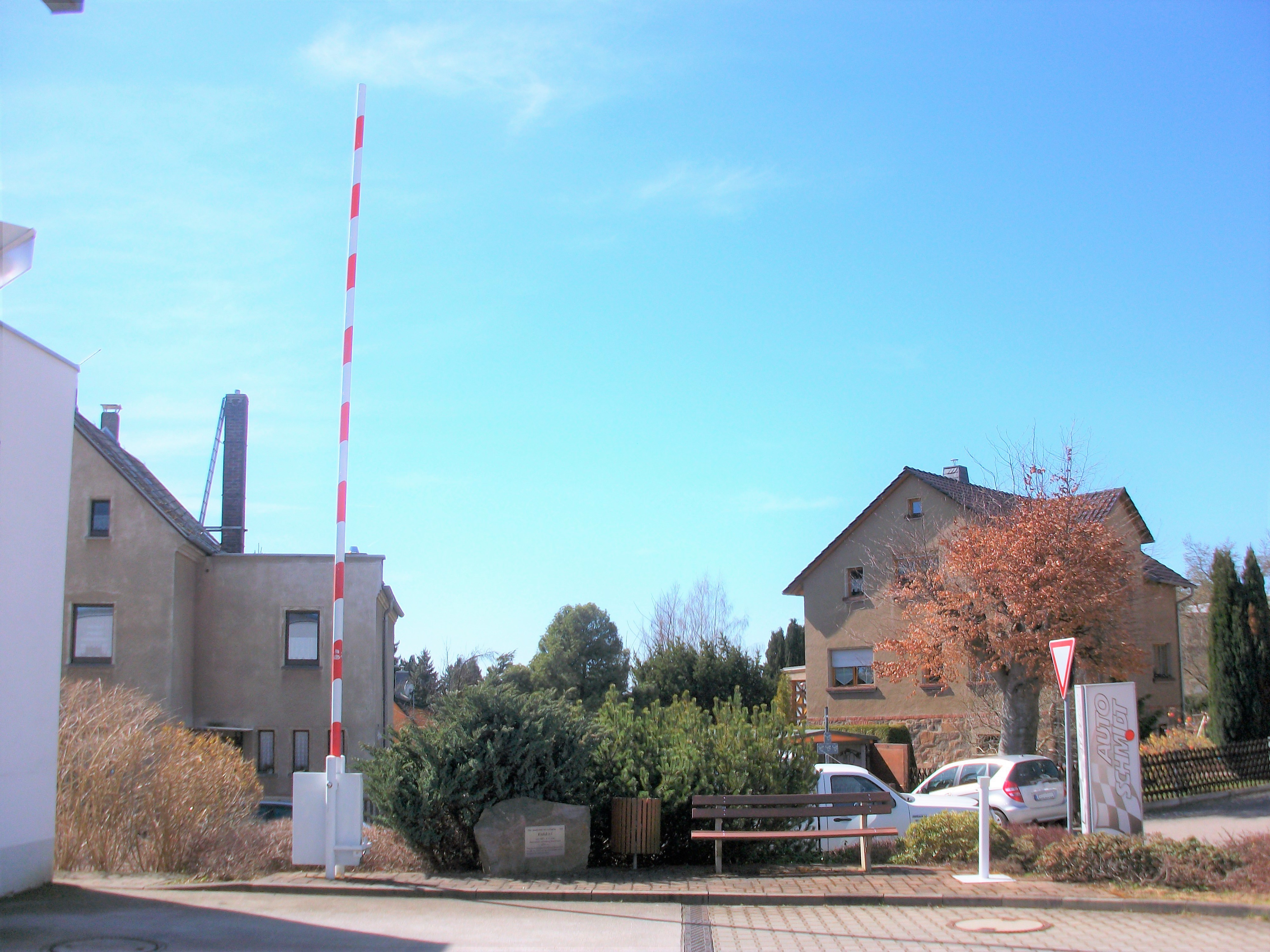
Rußdorf, Schlagbaum der ehemaligen Zollstation

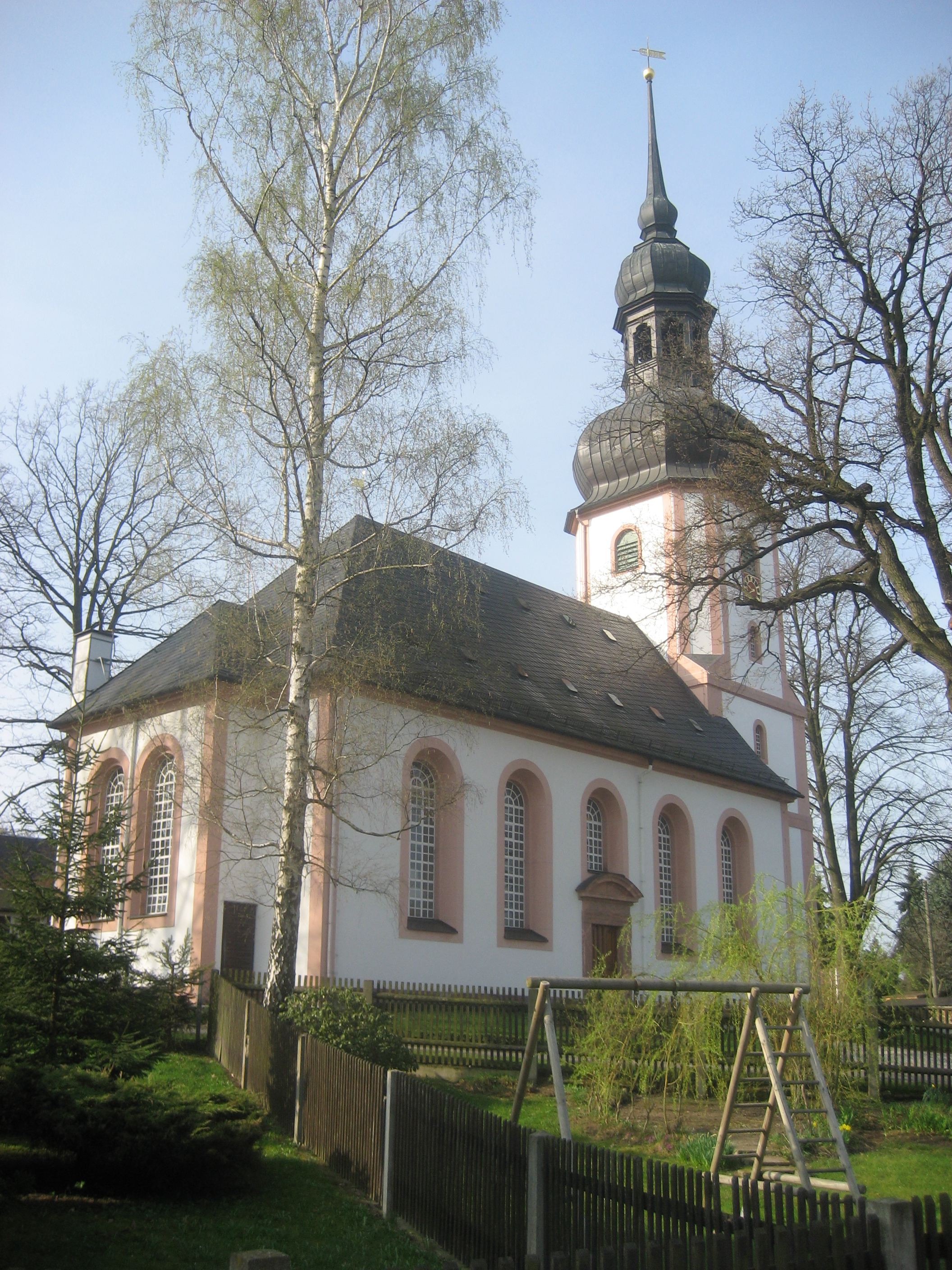
Johanniskirche Rußdorf

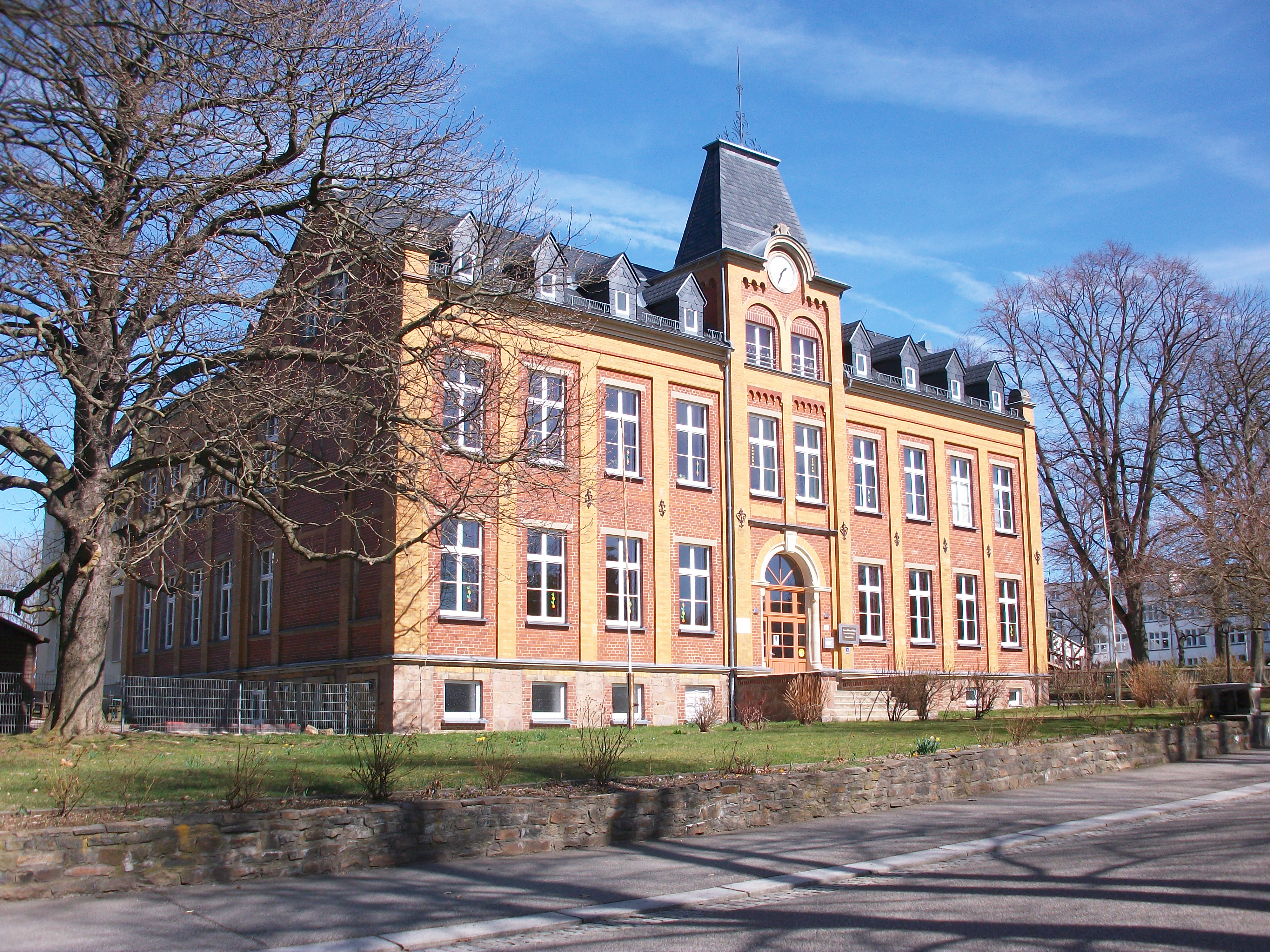
Thomas-Müntzer-Grundschule in Rußdorf

Im Jahre 1335 wurde der Ort erstmals unter dem Ortsnamen Rudelsdorf erwähnt. Ab 1457 gehörte Rußdorf durch ein Tauschgeschäft des kurfürstlichen Rats Hildebrand von Einsiedel zum St. Georgenstift zu Altenburg (im Gegenzug erhielt Hildebrand Altmörbitz). Dadurch gehörte Rußdorf in der Folgezeit als Exklave zur „Pflege Altenburg“, mit welcher der Ort bei der Leipziger Teilung 1485 an das ernestinische Kurfürstentum Sachsen kam. Nach der Einführung der Reformation wurde im Jahr 1533 das Altenburger St. Georgenstift aufgelöst und Rußdorf als Teil des Stiftsbesitzes in der Folgezeit unter die Verwaltung des Amts Altenburg gestellt. Nach der Wittenberger Kapitulation 1547 gehörte Rußdorf mit dem Amt Altenburg kurzzeitig zum albertinischen Kurfürstentum Sachsen. Durch den Naumburger Vertrag 1554 wurde das Amt Altenburg und seine zugehörigen Orte wieder ernestinisch.
In der Folgezeit gehörte die von kursächsischen und schönburgischen Gebieten umgebene Exklave Rußdorf mit dem Amt Altenburg zu folgenden Ernestinischen Herzogtümern: Herzogtum Sachsen (1554 bis 1572), Herzogtum Sachsen-Weimar (1572 bis 1603), Herzogtum Sachsen-Altenburg (1603 bis 1672), Herzogtum Sachsen-Gotha-Altenburg (1672 bis 1826). Bei der Neuordnung der ernestinischen Herzogtümer im Jahr 1826 kam Rußdorf wiederum zum Herzogtum Sachsen-Altenburg. Nach der Verwaltungsreform im Herzogtum gehörte die Exklave Rußdorf bezüglich der Verwaltung zum Ostkreis (bis 1900) bzw. zum Landratsamt Altenburg (ab 1900). Bereits im Jahr 1745 wurde in Rußdorf eine Strumpfwirkerinnung gegründet. Die Qualitätswaren wurden im weiten Umkreis verkauft. Das Zentrum von Rußdorf bestand früher aus Kirche, Schule und dem Gasthof mit Ausspanne. In letzterem tagten alle drei Jahre die Altenburger Beamten, welche Steuern und Zoll kassierten und Gerichtstag hielten. Die Zollstation befand sich bis zu Beginn des 20. Jahrhunderts etwa 400 Meter östlich des heutigen „Gasthofs Rußdorf“ am Kirchweg. Bis heute erinnern symbolisch eine Zollschranke und ein Gedenkstein an diese Zeit. Durch die Zollabgabe beim Passieren der Grenze ins sächsische Umland entstanden Rußdorf erhebliche Verkehrsbehinderungen, da der Schlagbaum jeden zum Halten zwang. Im Jahr 1912 besuchte das Altenburger Herzogspaar das letzte Mal Rußdorf. Dies wurde mit einem großen Volksfest gefeiert. Zu dieser Zeit bestand die Industrie von Rußdorf aus circa 25 kleineren Betrieben und der Strumpffabrik Welker & Söhne, die erstmals ca. 500 Arbeiter beschäftigte. Weiterhin gab es etwa 100 Ladengeschäfte und Handwerker sowie 50 Bauern und landwirtschaftliche Betriebe. Rußdorf war somit völlig unabhängig vom sächsischen Umland.
Rußdorf gehörte ab 1918 zum Freistaat Sachsen-Altenburg, der 1920 im Land Thüringen aufging, während seine Nachbarorte im Jahr 1918 vom Königreich Sachsen zum Freistaat Sachsen kamen. Teile von Rußdorf gehörten jedoch auch zu Sachsen. Dies waren die Häuser westlich des Folgenbachs an der Limbacher Straße und in der nordöstlichen Ortsflur, welche durch die Meinsdorfer Straße im Westen und die Waldenburger Straße im Süden begrenzt wurde. Letztere waren auf einem historischen Messtischblatt von 1874 noch nicht eingezeichnet. 1928 wurde die fast 500 Jahre währende politische Sonderrolle von Rußdorf durch einen Staatsvertrag zwischen Sachsen und Thüringen beendet. Durch einen Gebietsaustausch wurden die thüringischen Teile des Ortes in sein sächsisches Umland integriert. Seitdem gehörte der gesamte, zu dieser Zeit ungefähr 4000 Einwohner zählende Ort Rußdorf zur sächsischen Amtshauptmannschaft Chemnitz, die 1939 in Landkreis Chemnitz umbenannt wurde.
Am 31. März 1935 wurde Rußdorf nach Oberfrohna, welches im gleichen Jahr die Stadtrechte erhielt, eingemeindet. Mit der Bildung der Stadt Limbach-Oberfrohna wurde Rußdorf am 1. Juli 1950 ein Stadtteil von Limbach-Oberfrohna und erhielt dadurch die Bezeichnung Limbach-Oberfrohna III. Durch die zweite Kreisreform in der DDR kam Rußdorf als Stadtteil der Stadt Limbach-Oberfrohna im Jahr 1952 zum Kreis Chemnitz-Land im Bezirk Chemnitz (1953 in Kreis Karl-Marx-Stadt-Land und Bezirk Karl-Marx-Stadt umbenannt), der ab 1990 als sächsischer Landkreis Chemnitz fortgeführt wurde. Bei dessen Auflösung kam Rußdorf als Ortsteil der Stadt Limbach-Oberfrohna im Jahr 1994 zum Landkreis Chemnitzer Land, der 2008 im Landkreis Zwickau aufging.

## Sehenswürdigkeiten
- Barock-Kirche (Johanniskirche)
- Schlagbaum der ehemaligen Grenze zwischen Sachsen und Thüringen an der Kreuzung Kirchweg/Waldenburger Straße 133
- Heimatblick, Aussichtspunkt über Rußdorf sowie die benachbarten Dörfer

## Bildung
In Rußdorf befindet sich die Thomas-Müntzer-Grundschule.